# Pulaski County (Kentucky)
Pulaski County ist ein County im Bundesstaat Kentucky der Vereinigten Staaten. Der Verwaltungssitz (County Seat) ist Somerset. Das U.S. Census Bureau hat bei der Volkszählung 2020 eine Einwohnerzahl von 65.034 ermittelt.

## Geographie
Das County liegt südöstlich des geographischen Zentrums von Kentucky, ist im Süden etwa 40 km vom Bundesstaat Tennessee entfernt und hat eine Fläche von 1754 Quadratkilometern, wovon 40 Quadratkilometer Wasserfläche sind. Es grenzt im Uhrzeigersinn an folgende Countys: Lincoln County, Rockcastle County, Laurel County, McCreary County, Wayne County, Russell County und Casey County.

## Geschichte
Pulaski County wurde am 10. September 1798 aus Teilen des Green County und des Lincoln County gebildet. Benannt wurde es nach Kazimierz Pułaski (englisch Casimir Pulaski), der die amerikanischen Kolonisten Amerikanischen Unabhängigkeitskrieg unterstützte und dabei getötet wurde. Während des Sezessionskrieges fand hier rund um Mill Springs und im Wayne County am 19. Januar 1862 eine Schlacht zwischen den Unionstruppen und den Konföderierten statt, die mit einem Sieg der Union endete und etwa 670 Tote forderte.
Das Mill Springs Battlefield hat wegen seiner besonderen geschichtlichen Bedeutung den Status einer National Historic Landmark. Insgesamt sind 40 Bauwerke und Stätten des Countys im National Register of Historic Places eingetragen (Stand 19. Oktober 2017).

## Demografische Daten

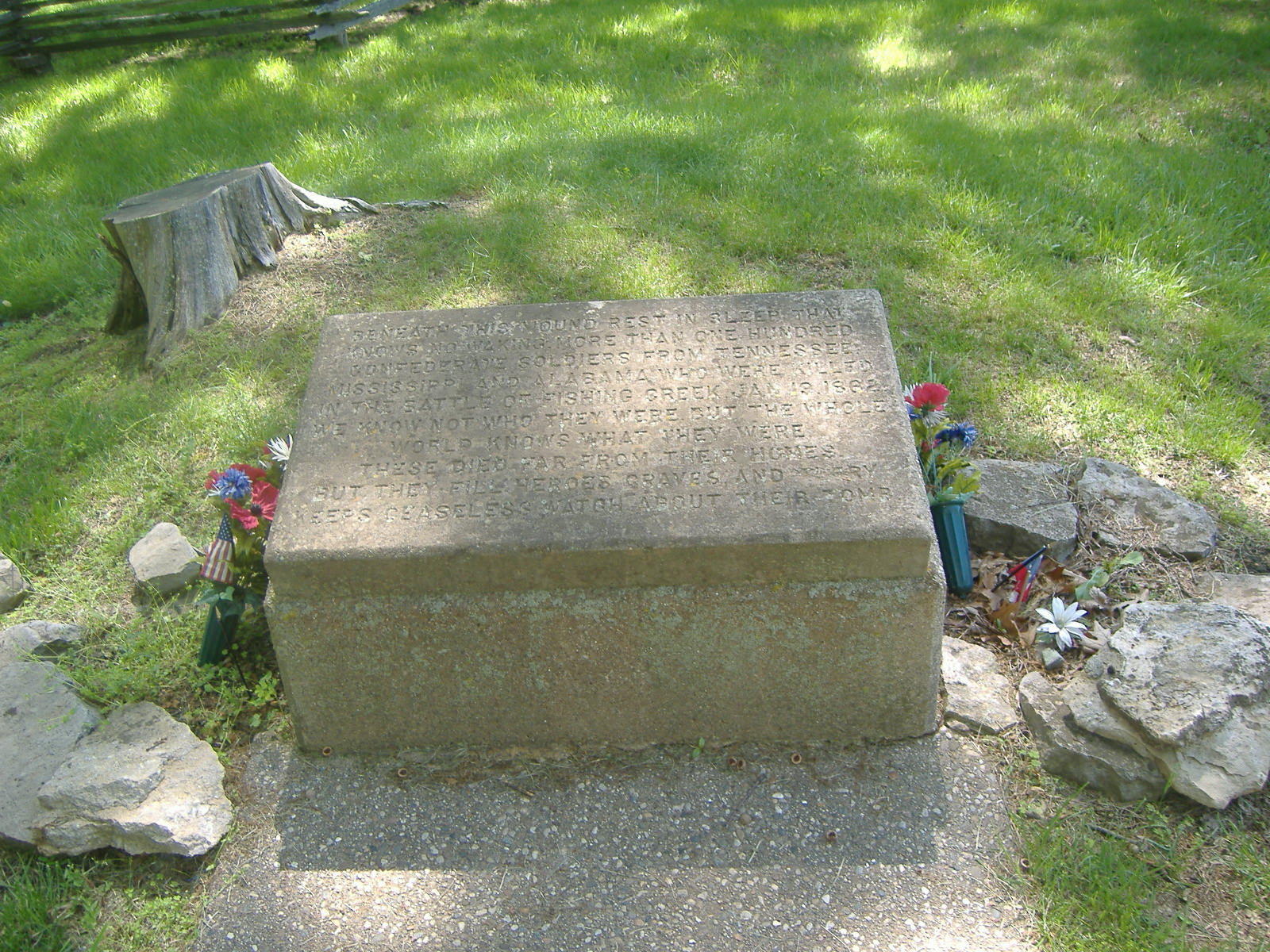
Confederate Mass Grave Monument in Somerset nahe Nancy, gelistet im NRHP

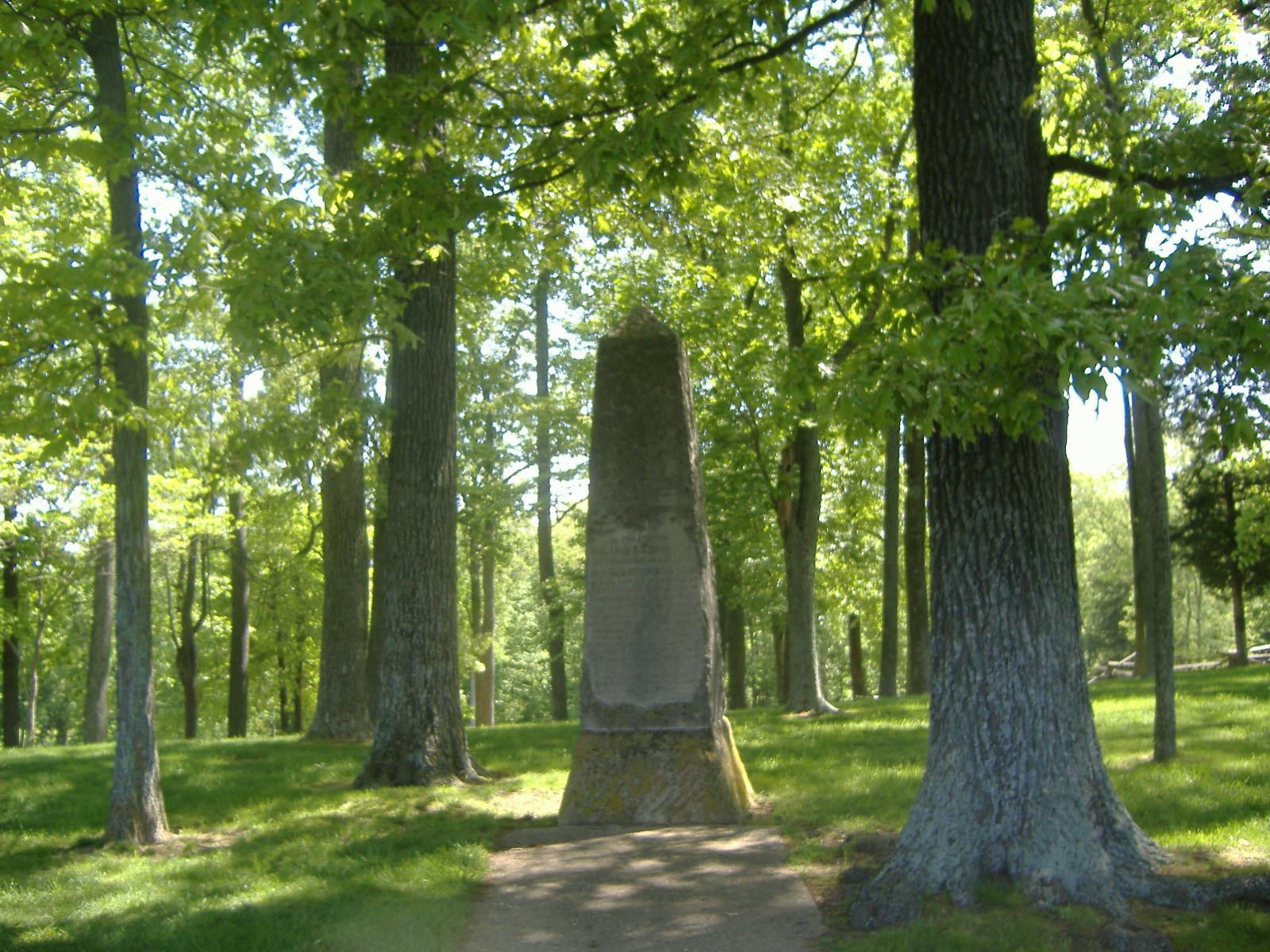
General Felix K. Zollicoffer Monument nahe Nancy, gelistet im NRHP

Nach der Volkszählung im Jahr 2000 lebten im Pulaski County 56.217 Menschen in 22.719 Haushalten und 16.334 Familien. Die Bevölkerungsdichte betrug 33 Einwohner pro Quadratkilometer. Ethnisch betrachtet setzte sich die Bevölkerung zusammen aus 97,48 Prozent Weißen, 1,07 Prozent Afroamerikanern, 0,22 Prozent amerikanischen Ureinwohnern, 0,37 Prozent Asiaten, 0,02 Prozent Bewohnern aus dem pazifischen Inselraum und 0,17 Prozent aus anderen ethnischen Gruppen; 0,67 Prozent stammten von zwei oder mehr Ethnien ab. 0,81 Prozent der Bevölkerung waren spanischer oder lateinamerikanischer Abstammung.
Von den 22.719 Haushalten hatten 31,2 Prozent Kinder und Jugendliche unter 18 Jahre, die bei ihnen lebten. 58,5 Prozent waren verheiratete, zusammenlebende Paare, 10,1 Prozent waren allein erziehende Mütter, 28,1 Prozent waren keine Familien, 24,9 Prozent waren Singlehaushalte und in 10,8 Prozent lebten Menschen im Alter von 65 Jahren oder darüber. Die Durchschnittshaushaltsgröße betrug 2,42 und die durchschnittliche Familiengröße lag bei 2,87 Personen.
Auf das gesamte County bezogen setzte sich die Bevölkerung zusammen aus 23,4 Prozent Einwohnern unter 18 Jahren, 8,0 Prozent zwischen 18 und 24 Jahren, 28,6 Prozent zwischen 25 und 44 Jahren, 24,9 Prozent zwischen 45 und 64 Jahren und 15,1 Prozent waren 65 Jahre alt oder darüber. Das Durchschnittsalter betrug 38 Jahre. Auf 100 weibliche Personen kamen 95,6 männliche Personen. Auf 100 Frauen im Alter von 18 Jahren alt oder darüber kamen statistisch 91,9 Männer.
Das jährliche Durchschnittseinkommen eines Haushalts betrug 27.370 USD, das Durchschnittseinkommen der Familien betrug 32.350 USD. Männer hatten ein Durchschnittseinkommen von 27.398 USD, Frauen 19.236 USD. Das Prokopfeinkommen betrug 15.352 USD. 14,8 Prozent der Familien und 19,1 Prozent der Bevölkerung lebten unterhalb der Armutsgrenze. Davon waren 26,9 Prozent Kinder oder Jugendliche unter 18 Jahre und 16,6 Prozent waren Menschen über 65 Jahre.

## Orte im County
- Acorn
- Albia
- Alcalde
- Alpine
- Ano
- Ansel
- Bandy
- Barnesburg
- Bee Lick
- Bent
- Blue John
- Bobtown
- Bourbon
- Bronston
- Burnetta
- Burnside
- Cedar Grove
- Clarence
- Coin
- Colo
- Conrard
- Dabney
- Dahl
- Delmer
- Dorena
- Drum
- Dykes
- Elihu
- Elrod
- Estesburg
- Etna
- Eubank
- Faubush
- Ferguson
- Floyd
- Goochtown
- Goodwater
- Grundy
- Hail
- Hargis
- Hislope
- Hogue
- Ingle
- Keno
- Kingbee
- Mangum
- Mark
- Meece
- Mount Victory
- Mount Zion
- Nancy
- Naomi
- Norfleet
- Northfield
- Norwood
- Oak Hill
- Oil Center
- Omega
- Piney Grove
- Plato
- Pointer
- Poplarville
- Pulaski
- Quinton
- Ringgold
- Ruth
- Sandy Gap
- Sardis
- Science Hill
- Shafter
- Shepola
- Shopville
- Sinking Valley
- Sloans Valley
- Somerset
- Squib
- Stab
- Sugar Hill
- Tateville
- Trimble
- Ula
- Valley Oak
- Vanhook
- Walnut Grove
- Welborn
- Whetstone
- Woodstock